# Facel Vega Facellia
La Facellia era un'autovettura sportiveggiante di fascia alta prodotta dal 1960 al 1964 dalla casa automobilistica francese Facel Vega.

## Storia e profilo
Alla fine degli anni cinquanta, pochi anni dopo la sua nascita, le vendite della Facel Vega non andavano per niente bene: era vero che le sue vetture di lusso non erano vetture per molti, ma era altrettanto vero che la concorrenza, fatta di Bentley e Maserati riusciva ad accaparrarsi una fetta di clientela di gran lunga superiore, pur proponendo anch'essa vetture tutt'altro che abbordabili.
Pertanto la Facel Vega cominciò a pensare ad una nuova vettura che fosse più accessibile al pubblico, pur senza essere una vettura di motorizzazione di massa, ma rimanendo sempre in una fascia decisamente alta di mercato, in maniera da rivaleggiare, per esempio, con la già affermata Mercedes-Benz 190 SL.
Per la nuova vettura furono utilizzati un telaio ed un propulsore completamente nuovi: quest'ultimo, in particolare, fu il primo propulsore non proveniente dalla Chrysler, e non era neppure un V8, a differenza di tutte le altre Facel Vega.
In questo senso si può dire che la Facellia, introdotta nel marzo 1960, sia stata l'unica Facel Vega non imparentata con il resto della produzione della Casa francese.

### Facellia
La Facellia era una gradevole coupé dalla linea elegante e sportiveggiante, ma assolutamente non esasperata, anzi, era grintosa nell'aspetto quel tanto che bastava: non era una vettura fatta per le competizioni, quanto piuttosto per circolare tranquillamente lungo le strade, pur avendo dalla sua un motore tutt'altro che pigro. La Facellia, infatti, oltre a poter competere con le 190 SL, trovava valide avversarie anche nelle Porsche 356 B.

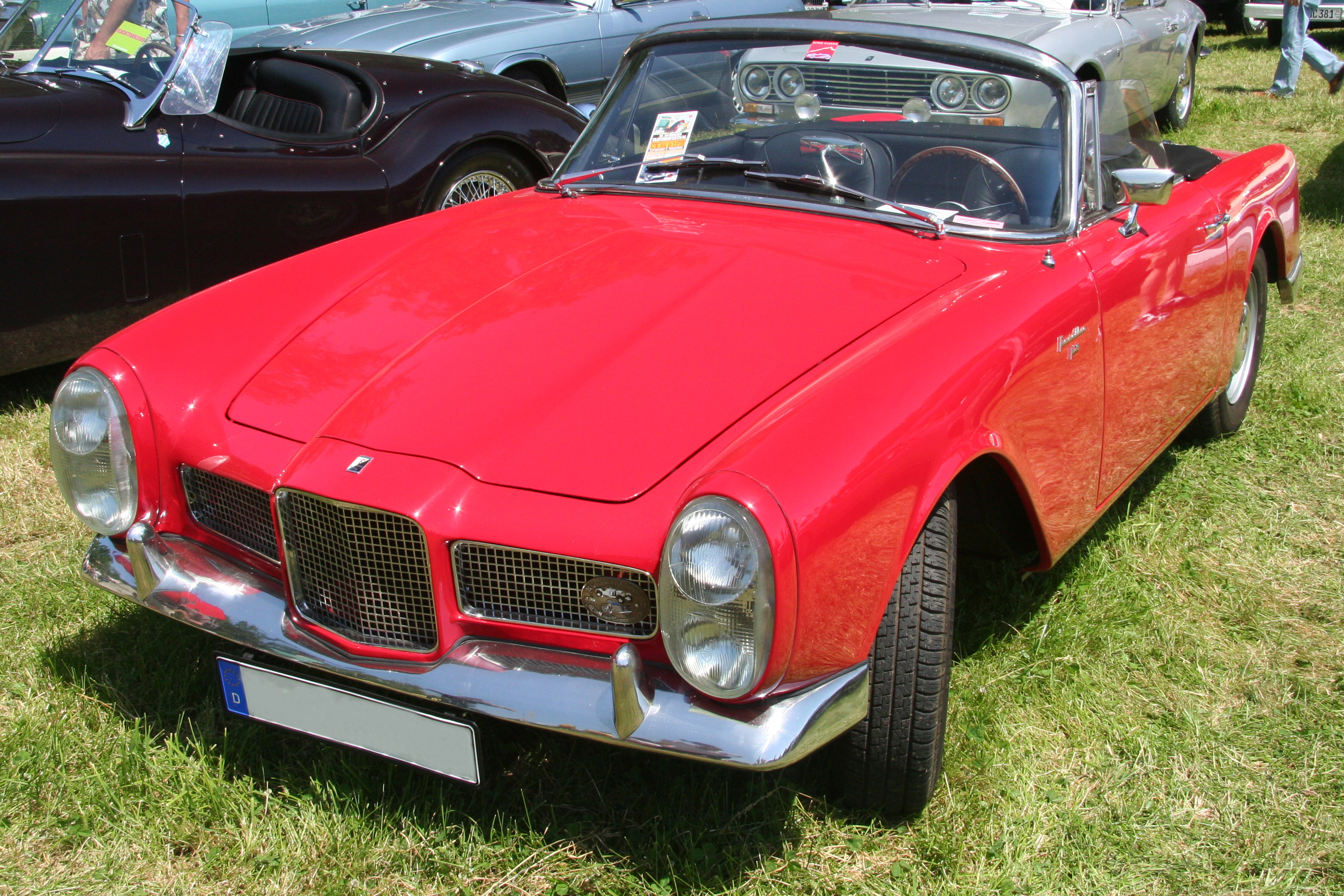
Una Facellia cabriolet

La Facellia fu però proposta anche in veste di cabriolet ed anche come cabriolet con hard-top.
Le Facellia erano caratterizzate esteticamente dal classico frontale Facel Vega a doppi fari sovrapposti. Per il resto, la vettura sembrava una copia in scala ridotta della Facel II.
La Facellia fu prodotta inizialmente in tre versioni, siglate FA, F2 ed F2B.

Tutte quante erano equipaggiate da un 4 cilindri da 1646 cm³ con distribuzione a doppio asse a camme in testa. L'alimentazione era affidata ad un carburatore doppio corpo Solex. La potenza massima erogabile era di 115 CV a 6400 giri/min. La trasmissione prevedeva una frizione monodisco a secco, mentre il cambio era manuale a 4 marce.
L'impianto frenante, su tutte e tre queste versioni di Facellia, prevedeva i freni a disco. Qui si arriva alle piccole differenze tra l'una e l'altra versione: la Facellia F2 prevedeva infatti anche il servofreno, che non esisteva sulla FA. La F2B aveva invece piccolissime differenze di dettaglio rispetto alla F2.
Su tutte, la velocità massima era di 185 km/h.
Un anno dopo, nel 1961, la gamma delle Facellia si arricchì della Facellia S, che montava due carburatori doppio corpo anziché uno solo e la velocità massima saliva a 194 km/h.
Nonostante degli ottimi numeri, la sfortuna si abbatté sulle Facellia quando il motore cominciò a mostrare segni di cedimento, dimostrandosi non molto affidabile. La Casa corse nuovamente ai ripari rendendo la vettura più affidabile, ma oramai il pubblico non si fidava più. Nel dicembre 1962 fu tolta di produzione la Facellia S e nel marzo 1963 fu tolta la Facellia nelle sue prime tre versioni.

### Facel III

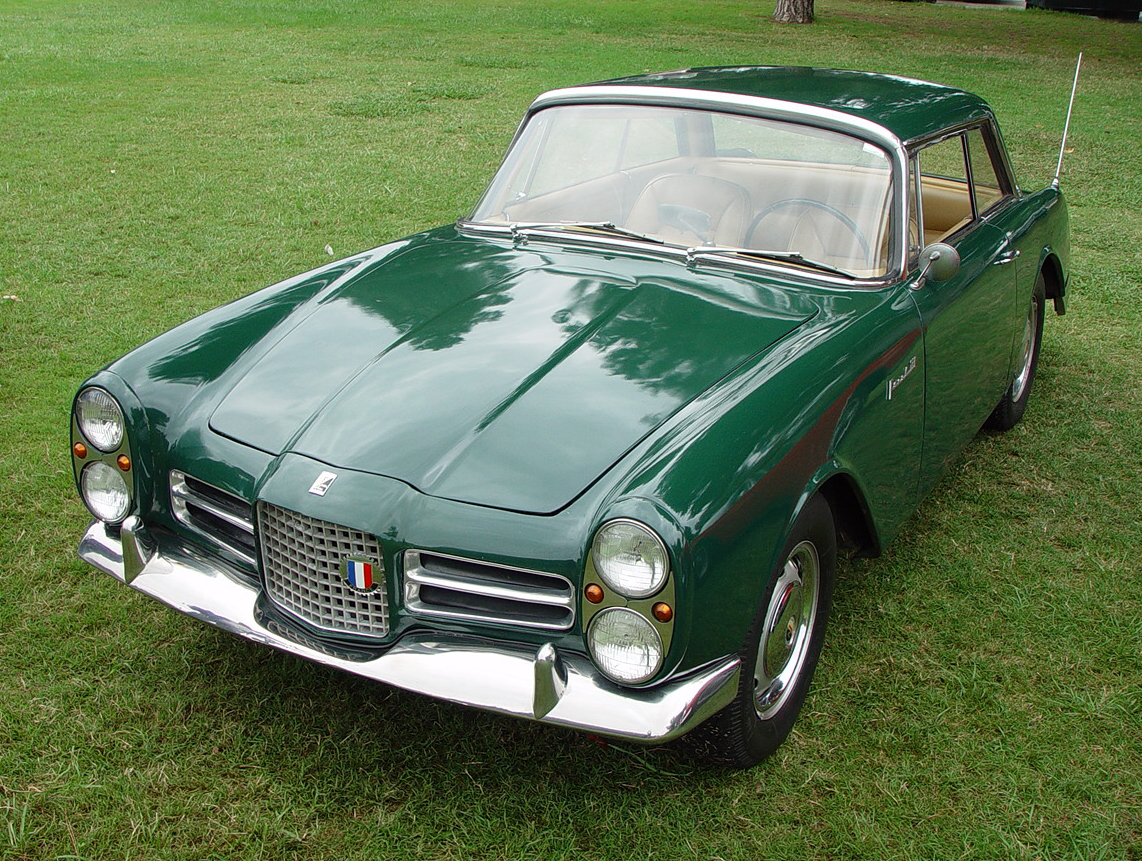
Una Facel III

Già nel gennaio del 1963 fu lanciata la Facel III, che riprese il testimone delle prime Facellia. Il nome Facel III non deve trarre in inganno: non si trattava infatti, di un'erede della Facel II, ma delle più piccole Facellia.
Con queste ultime condivideva il telaio ma non più la meccanica. Il precedente 1.6 prodotto in Casa fu sostituito dal 4 cilindri da 1780 cm³ di origine Volvo ed in grado di erogare 108 CV a 6000 giri/min di potenza massima. L'alimentazione era stavolta a due carburatori monocorpo. La velocità massima scese a 174 km/h.
Pochi esemplari furono prodotti, solo 104, segno della diffidenza, probabilmente esagerata, del pubblico verso questa vettura.

### Facel VI
L'ultima evoluzione della gamma Facellia fu la Facel VI, introdotta nel maggio 1964, quando tutte le altre Facel Vega, tranne la Facel III, furono tolte di produzione.
La Facel VI affiancò la Facel III e se ne differenziava per il motore, un 6 cilindri che stavolta proveniva dalle Austin-Healey 3000, ma rispetto a queste ultime fu ridotto da 2912 a 2852 cm³.
La potenza massima era di 150 CV a 5250 giri/min e la velocità massima era di 195 km/h.
Fu il canto del cigno della Facellia e della Facel Vega. Nel luglio del 1964, la Facel VI fu tolta di produzione assieme alla Facel III. Pochi mesi dopo la Casa chiuse i battenti.

## Nella cultura di massa
Nella seconda stagione dei telefilm dedicati ai racconti di Agatha Christie "Little Murders" (in onda in Italia dal 2017) l'ispettore Swan Laurence, elegante e raffinato ma un po' presuntuoso, utilizza una Facel-Vega Facellia di colore bordeaux di cui è estremamente geloso e che cura alla perfezione.